# Kyritz
Kyritz é um município da Alemanha, situado no distrito de Ostprignitz-Ruppin, no estado de Brandemburgo. Tem 156,09 km² de área, e sua população em 2019 foi estimada em 9.260 habitantes.